# 슈반세포

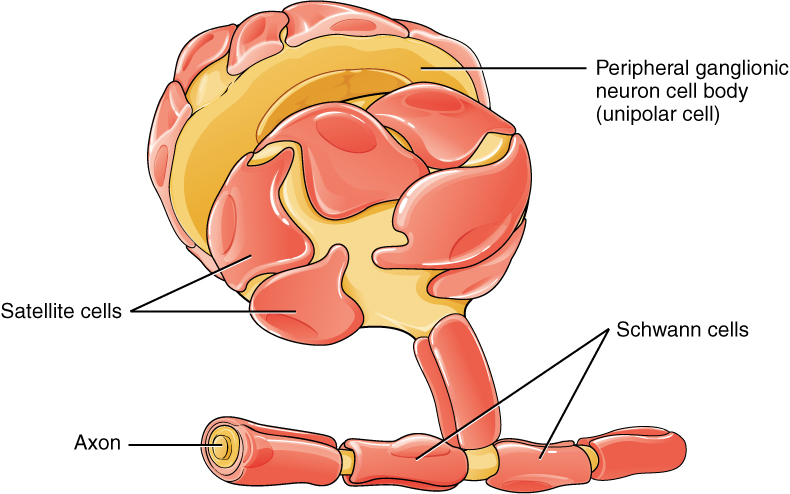
말초신경계에는 위성세포와 슈반세포가 있다.

슈반세포(Schwann cell, 생리학자 테오도어 슈반의 이름을 땀) 혹은 신경초세포, 신경집세포(neurolemmocyte)는 말초신경계(PNS)의 기본적인 신경아교세포이다. 신경교세포는 뉴런을 지지하는 기능을 하며, 말초신경계의 신경교세포로는 위성세포, 후각덮개세포(olfactory ensheathing cell), 창자신경교세포, 파치니 소체 등 감각신경종말에 있는 신경교세포 등이 있다.

## 구조 및 기능

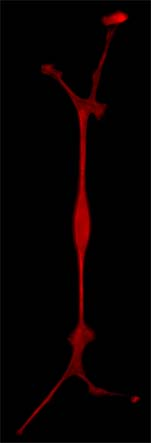
배양 중인 슈반세포

슈반세포는 말이집형성의 유무에 상관없이 말초신경섬유를 살아있게 하는 역할을 하는 신경교세포이다.  말이집은 연속적이지 않으며, 각 슈반세포는 축삭을 100 μm 정도 감싼다. 길이 1 m의 축삭(더 긴 축삭도 존재한다)은 계산상으로 대략 10,000개의 슈반세포가 감싸고 있다. 인접한 슈반세포까지의 틈을 랑비에결절이라고 한다. 척추동물의 신경계는 말이집으로 절연되어 있어 축삭의 막 전기용량을 유지한다. 활동전위는 랑비에결절에서 결절로 도약전도한다. 이를 통하여 축삭 지름이 증가하지 않고도 전도 속도가 최대 10배 증가하고, 에너지를 절약할 수 있다. 슈반세포는 중추신경계에서 같은 역할을 하는 희소돌기아교세포의 유사체라 할 수 있다. 다만 희소돌기아교세포와 달리 슈반세포는 오직 하나의 축삭에만 말이집을 형성한다.
말이집를 형성하지 않는 슈반세포는 축삭을 유지하고, 신경의 생존에 필수적이다. 몇몇 슈반세포는 작은 축삭 주위에 모여(참고 그림) 레마크 다발(Remak bundles)을 형성한다.
슈반세포는 포유류의 발생 동안 말이집을 형성하기 시작한다. 축삭 주위에 나선형을 그리면서 100회까지 회전하기도 한다. 발달한 슈반세포는 종이를 말아서 만든 형태와 유사하며 각각의 코일 사이에 수초 층이 있다. 코일의 안쪽 층은 대부분이 막성 물질로 수초(myelin sheath)가 되고, 바깥층은 핵이 있는 세포질로 신경집(neurolemma 혹은 neurilemma)이 된다. 남은 세포질 중 일부만이 안층과 소통한다. 이 부분을 조직학에서 슈미트-란터만 패임(Schmidt-Lantermann incisure)이라 한다.

## 이식과 재생
2001년 이후로 슈반세포를 이식하여 다발성 경화증 환자들의 수초를 재생하기 위한 실험이 진행되었다. 지난 20년 간 연구를 통하여 슈반세포 이식으로 척수 손상을 치료할 수 있는 가능성이 높아졌다. 이식된 슈반세포는 손상된 중추신경계 축삭을 다시 자라도록 돕고 수초가 생성되도록 한다. 콘드로이티네이스 ABC 등 기타 치료법과 슈반세포 이식을 병행하여 척수의 기능이 회복되었다는 연구가 있다. 실제로 슈반세포는 신경 재생을 돕는 역할을 하는 것으로 알려져 있다. 말초신경계에 속하는 신경의 축삭에는 슈반세포가 수초를 형성한다. 신경이 손상되면 슈반세포가 식세포작용을 통하여 축삭을 제거하도록 한다. 이후 슈반세포는 표적 뉴런을 향하여 일종의 터널을 형성하여 신경이 올바로 재생되게 한다. 축삭의 잘린 부위는 새롭게 연장되고, 슈반세포의 "터널"을 따라 자라난다. 신경이 자라나기 위한 조건이 제대로 갖추어 지면 하루에 약 1 mm씩 자랄 수 있고, 재생 속도는 시간이 갈수록 감소한다. 축삭이 성공적으로 자라나면 원래 그 신경이 통제하였던 근육이나 장기와 다시 연결될 수 있다. 그러나 특이성은 유지되지 않고, 특히 축삭이 연장되는 거리가 길수록 오류가 잦다. 슈반세포는 축삭의 재생에 영향을 미치기 때문에 축삭이 감각경로보다 운동경로에 다시 신경을 형성하는 경향(preferential motor reinnervation)이 있는 이유로 논의되기도 한다. 슈반세포가 축삭에 결합하는 것을 막으면 축삭은 사멸한다. 축삭을 지지하고 유도하는 슈반세포가 없으면 재생되는 축삭은 어떤 표적 뉴런과도 연결되지 않는다. 슈반세포는 성장원뿔 앞에 존재한다.
슈반세포는 축삭을 건강하게 유지하는 데에 필수적이다. 뉴로트로핀을 포함하여 다양한 인자를 생산하고, 축삭으로 주요 분자를 전달한다.

## 갱글리오사이드
9-O-아세틸 GD3(ST8SIA1) 갱글리오사이드는 아세틸화 당지질로 척추동물의 세포막에 있다. 말초신경이 재생되는 동안 9-O-아세틸 GD3가 슈반세포에서 발현된다.

## 같이 보기
- 전기생리학
- 배엽에서 유래된 사람 세포 유형 목록
- 사람 세포 유형 목록